# Абдуллаев, Абдумавлян Абдуллаевич
Абдумавлян Абдуллаевич Абдуллаев (13 июля 1930, Папский район, Наманганская область или Ферганский округ — 8 декабря 2022) — узбекский учёный в области систематики и видообразования хлопчатника, член-корреспондент АН УзССР (1979), академик (1995), заслуженный деятель науки Узбекской ССР (1980). Член КПСС в 1958—1991.

## Биография
Родился в кишлаке Пилал Папского района Наманганской области (Узбекская ССР) в семье сельского учителя и колхозницы. Окончил Среднеазиатский университет (САГУ), биолого-почвенный факультет (1952), и аспирантуру Всесоюзного института растениеводства (1956, Ленинград). Ученик Д. В. Тер-Аванесяна.
В 1957 году защитил кандидатскую диссертацию и стал работать в институте сельского хозяйства (затем назывался НИИ экспериментальной биологии растений АН УзССР, сейчас это Институт генетики и экспериментальной биологии растений АН РУз). С 1963 года, после смерти Ф. М. Мауера, зав. лабораторией, с 1971 по 1982 год директор института.
В 1982 году попал в автомобильную аварию и по состоянию здоровья оставил пост директора, после чего работал начальником лаборатории. С 1985 по 1990 год снова директор НИИ. С 1990 — зав. лабораторией.
Автор научных работ и практических рекомендаций по селекции хлопчатника.
Доктор биологических наук. Член-корреспондент АН УзССР (1979, генетика и систематика хлопчатника), академик Академии наук Узбекистана (избран 08.06.1995. Специальность: Молекулярная генетика).
Скончался 8 декабря 2022 года.
Заслуженный деятель науки Узбекской ССР (1980). Награждён орденами Ленина, Октябрьской Революции, Трудового Красного Знамени, «Мехнат шухрати» (2003).
Депутат Верховного Совета УзССР 8—10 созывов.

## Семья
Жена — Галина Александровна Ашанова, с ней вырастил троих сыновей, есть внуки и правнуки.

## Книги
- Эволюция и систематика полиплоидных видов хлопчатника [Текст] / АН УзССР. Институт эксперим. биологии растений. — Ташкент : Фан, 1974. — 260 с. : ил.; 22 см.
- Мексиканские виды хлопчатника [Текст] / А. А. Абдуллаев, Н. К. Лемешев, Ю. Узаков. — Ташкент : Фан, 1978. — 40 с. : ил., карт.; 20 см.
- Формообразование при отдалённой гибридизации видов хлопчатника секции Magnibracteolata [Текст] / А. А. Абдуллаев, М. В. Омельченко ; АН УзССР. Институт эксперим. биологии растений. — Ташкент : Фан, 1966. — 142 с. : ил.; 22 см.
- Хлопчатник : (Анатомия, морфология, происхождение) / А. С. Дариев, А. А. Абдуллаев; АН УзССР, Институт эксперим. биологии растений. — Ташкент : Фан, 1985. — 301,[2] с. : ил.; 21 см; ISBN (В пер.)
- Генетика и селекция хлопчатника [Текст] / [А. Абдуллаев, М. В. Омельченко, О. Н. Лазарева и др.]; [Отв. ред. чл.-кор. АН УзССР С. С. Садыков] ; АН УзССР, Институт эксперим. биологии растений, Узб. отделение ВОГиС им. Н. И. Вавилова. — Ташкент : Фан, 1976. — 147 с. : ил.; 21 см.
- Физиология хлопчатника [Текст] / [Д-р биол. наук А. А. Абдулаев [!], кандидаты биол. наук А. С. Дариев и Л. Г. Губанова и др.] ; Под ред. чл.-кор. ВАСХНИЛ Б. А. Рубина. — Москва : Колос, 1977. — 255 с., 4 л. ил. : ил.; 22 см.